# Коса (инструмент)

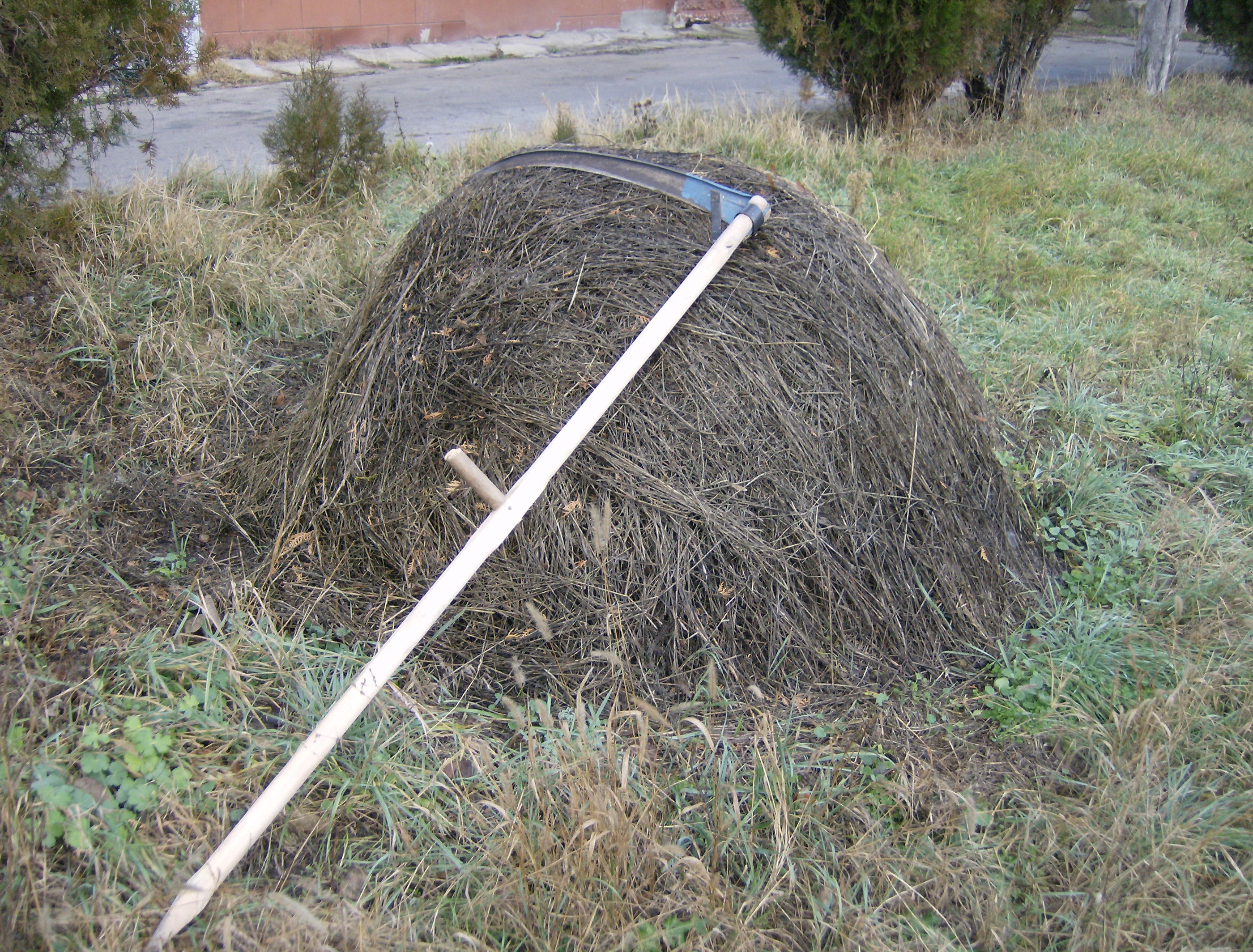
Коса-стойка.
Внизу косовище заострено чтобы коса прочно упиралась в землю во время подтачивания точильным бруском

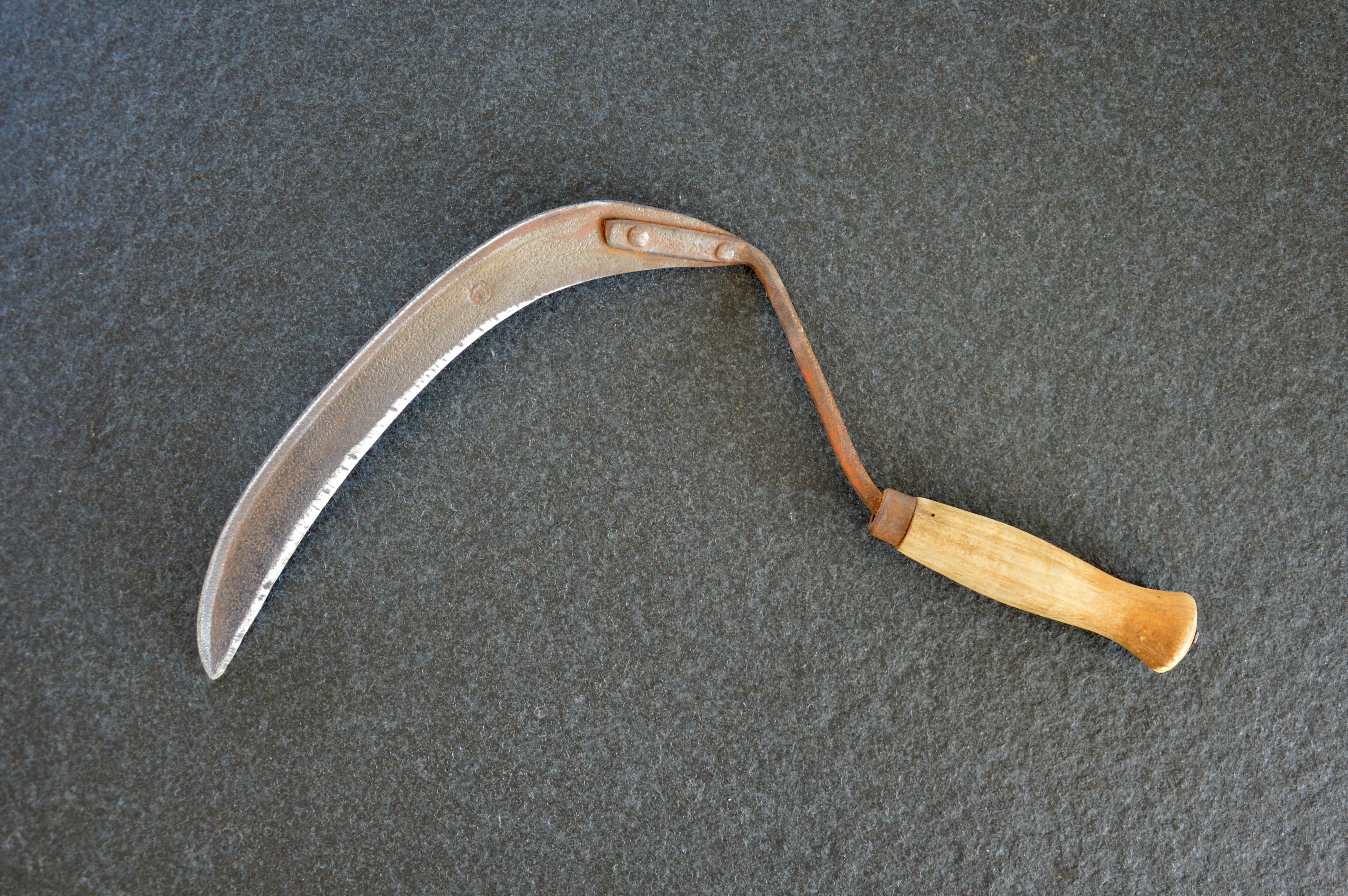
Коса-горбуша

Коса-стойка с двумя ручками.
1. Носик, 2. Обушок, 3. Лезвие, 4. Шейка, 5. Пятка, 6. Шипик, 7. Косовище, 8. Ручки.
Лезвие косы крепится к косовищу за пятку и шипик при помощи деревянного клина и металлического кольца

Коса́ — сельскохозяйственный ручной инструмент для скашивания травы и уборки зерновых культур (см. сенокос, жатва). Представляет собой длинное и несколько изогнутое металлическое лезвие, прикреплённое к деревянной рукояти — косовищу. Различают косу-стойку («литовку») с длинным прямым косовищем и косу-горбушу с более коротким изогнутым косовищем.

## История
В мае 1721 года Пётр I издал указ «Об отправлении в разные хлебородные места крестьян для обучения местных обывателей снимать хлеб с поля косами». Преимущества этого инструмента были описаны следующим образом: «Понеже в здешних краях в Курляндии, в Лифляндии и в Пруссах у мужиков обычай есть, что вместо серпов хлеб снимают малыми косами с граблями, что перед нашими серпами гораздо споро и выгоднее, что средний работник за десять человек сработает».

## Описание
Длина лезвия косы варьируется от 45 до 105 см с шагом в 5 см. Обозначается либо числом сантиметров, либо номером — числом сантиметров поделённым на 10, например: 70 — № 7 (средний размер косы), 75 — № 7,5.
Затачивание косы производится методом отбивания (расплющивания) специальным косоотбойным (или обычным слесарным) молотком на маленькой наковальне (бабке). Режущая кромка косы сильно утончается и становится подобной бритве. В некоторых случаях, например при неспособности металла к отбивке, лезвие не отбивается, а затачивается обычным способом. Для периодического подтачивания (правки) кромки во время косьбы используется точильный абразивный брусок лодочной формы.

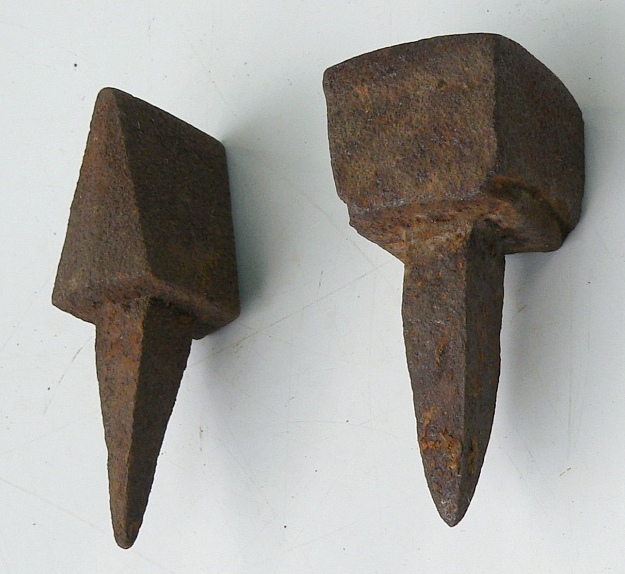
Узкая и широкая наковаленки
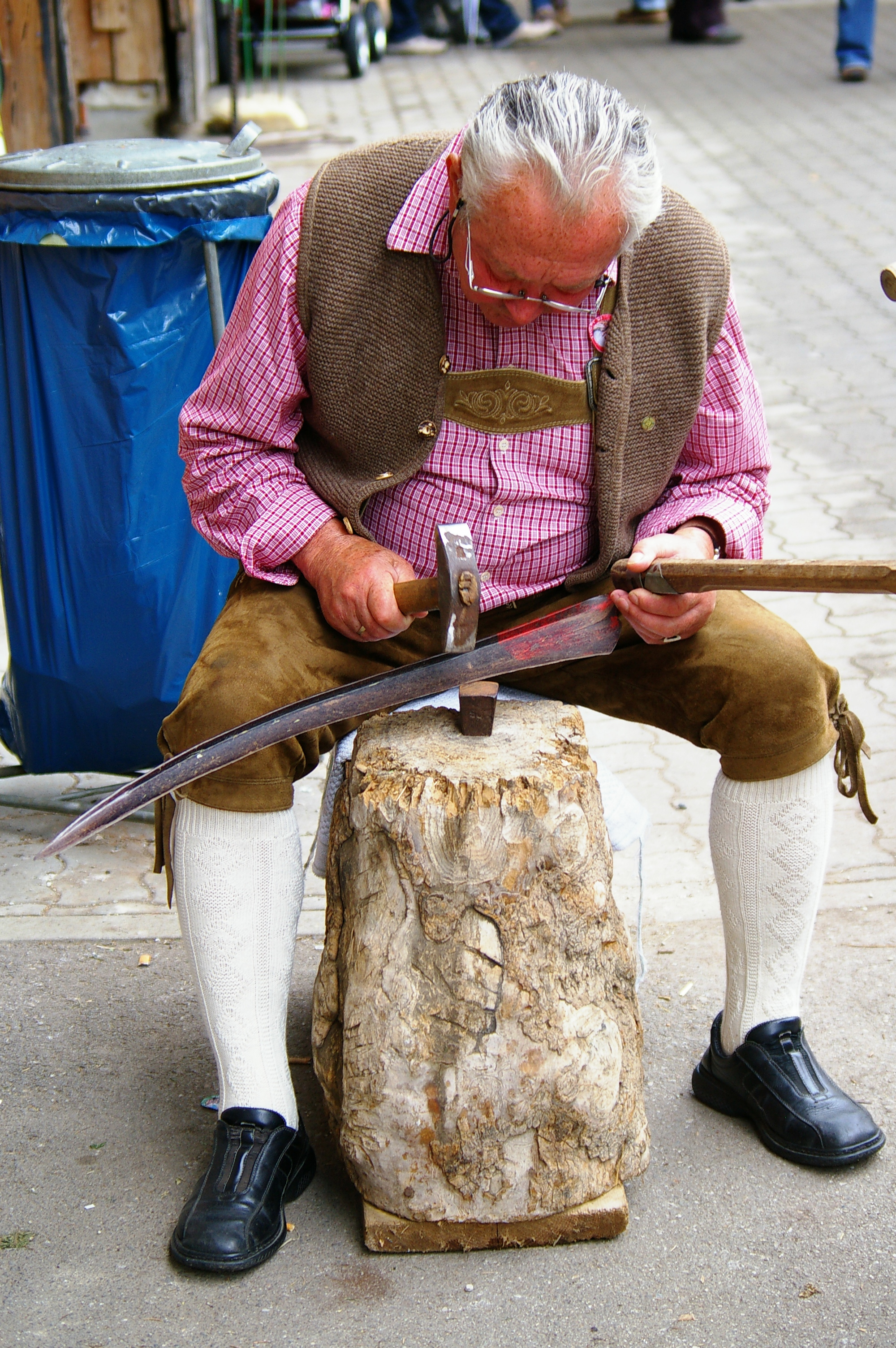
Отбивание косы
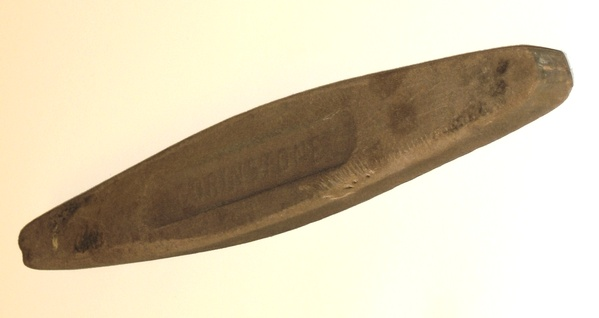
Точильный брусок

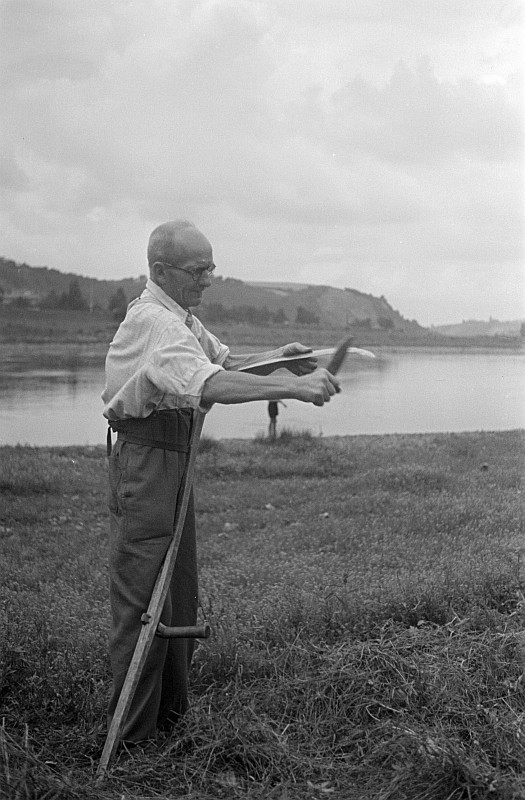
Подтачивание косы
Косари на сенокосе
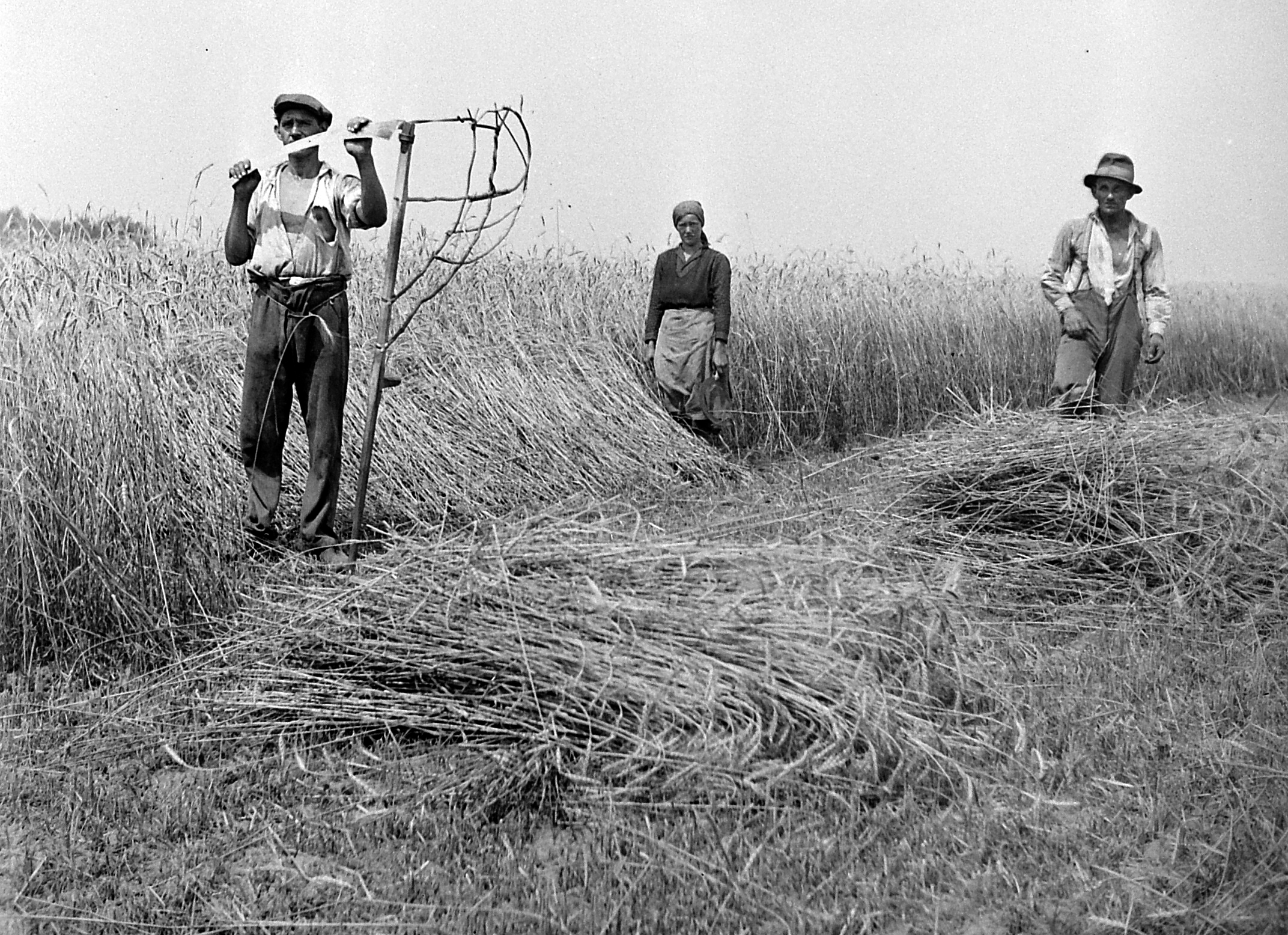
Уборка злаковых косой с дополнительным приспособлением для захвата колосьев и их откладывания в прокосы

Другие виды использования
Лезвие косы иногда использовалось в качестве клинка для сабли или другого холодного оружия (см. коса боевая).
В некоторых сёлах Воронежской, Курской и Белгородской области лезвие применялось как ударный музыкальный инструмент. Звучание косы может напоминать звон колокола.
<gallery widths="200px" heights="160px">
Файл:Senseschwert.png|Сабля из косы
В культуре
В Европе со времён Средневековья и в России коса является атрибутом одного из образов смерти (аллегорий, представлений) в виде рыцаря, старухи, скелета или другого человекоподобного существа, держащего косу лезвием вверх.